# Trädslingesläktet
Trädslingesläktet (Periploca) är ett släkte i familjen oleanderväxter som består av cirka tio arter från tempererade Asien, södra Europa och tropiska Afrika.